# Segarra
Pour les articles homonymes, voir Segarra (homonymie).
La Segarra  est une comarque de l'intérieur de la Catalogne dans la province de Lérida. Elle est voisine du Solsonès au nord-est, de Anoia à l'est, de la Conca de Barberà au sud, la comarque d'Urgell à l'ouest et avec la comarque de Noguera au nord-est. Sa capitale est Cervera.

Elle est située sur un haut-plateau. Son territoire historique était plus étendu que le territoire actuel. Le climat est continental avec des hivers froids et des étés chauds.

## Carte
| Anoia Bages Segarra Solsonès Conca de · Barberà Moianès Osona Berguedà Basse · Cerdagne Alt · Urgell Pallars · Sobirà Val d'Aran Alta · Ribagorça Pallars · Jussà Noguera Urgell Pla · d'Urgell Segrià Garrigues Alt · Penedès Baix · Llobregat Barcelonès Vallès · Occidental Maresme Vallès · Oriental Ripollès Garrotxa Alt Empordà Pla de · l'Estany Gironès Selva Baix · Empordà Garraf Baix · Penedès Tarragonès Alt · Camp Baix · Camp Priorat Ribera · d'Ebre Terra · Alta Baix Ebre MontsiàFrance Pyrénées-Orientales Ariège Haute · Garonne Andorre Aragon Communauté valencienneMer Méditerranée |

## Liste des communes de la Segarra
| Nom de la commune      | Superficie km² | Population (2005) | Densité h/km² |
| ---------------------- | -------------- | ----------------- | ------------- |
| Biosca                 | 66,2           | 238               | 3,6           |
| Cervera                | 55,2           | 7917              | 143,4         |
| Els Plans de Sió       | 55,9           | 547               | 9,8           |
| Estaràs                | 20,9           | 182               | 8,7           |
| Granyanella            | 24,4           | 142               | 5,8           |
| Granyena de Segarra    | 16,3           | 149               | 9,1           |
| Guissona               | 18,1           | 4874              | 269,2         |
| Ivorra                 | 15,4           | 165               | 10,7          |
| Les Oluges             | 19,0           | 177               | 9,3           |
| Massoteres             | 26,1           | 185               | 7,1           |
| Montoliu de Segarra    | 29,5           | 167               | 5,7           |
| Montornès de Segarra   | 12,3           | 101               | 8,2           |
| Ribera d'Ondara        | 54,5           | 486               | 8,9           |
| Sanaüja                | 33,0           | 453               | 13,7          |
| Sant Guim de Freixenet | 25,1           | 1009              | 40,2          |
| Sant Guim de la Plana  | 12,5           | 179               | 14,4          |
| Sant Ramon             | 18,6           | 560               | 30,1          |
| Talavera               | 30,1           | 301               | 10,0          |
| Tarroja de Segarra     | 7,6            | 169               | 22,2          |
| Torà                   | 93,3           | 1231              | 13,2          |
| Torrefeta i Florejacs  | 88,9           | 638               | 7,2           |